# Kent Edlund
Kent Edlund, född 21 maj 1959, är före detta bandyspelare och tränare.
Kent Edlund spelade under sin aktiva karriär nio säsonger, sju SM-finaler med Vetlanda BK (VBK), blev svensk mästare, 1986, 1991 och 1992 och världsmästare 1987. Han var spelande assisterande tränare i Vetlanda BK 
SM-finalåren 1994 och 1995 och var huvudtränare för VBK säsongerna 1996/1997 och 1997/1998 samt 2003–2006. Han har IFK Motala som moderklubb där han spelade 6 säsonger. Har även spelat för Nässjö IF, Målilla GoIF och Öjaby IS.
Säsongerna 2000 och 2002 var han assisterande tränare i Hammarby Bandy. Säsongerna 2009/2010 och 2010/2011 var han tränare i Villa Lidköping BK tillsammans med Ari Holopainen. Edlund är från 2022 tränare i Vetlanda BK.
Kent Edlunds son, Christoffer Edlund (född 1987), spelar som forward och blev utsedd till Årets man i svensk bandy 2014.